# 台灣日治時期女子教育
臺灣日治時期女子教育是臺灣日治時期歷史及臺灣女權歷史的研究主題。清代末期，新式女學校首次在臺灣建立。日治時期，臺灣設立國語學校和女子中學，著重家政教育，培養女性美德。然而，女子教育普及率低，多數女孩只能接受初等教育。

## 概述
臺灣最早的女學校可追溯至清代臺灣，1884年，西洋教會的傳教士在臺灣建立了基督教長老教會，設立最早的新式女學校，開啟了臺灣女子教育。臺灣日治時期初期，在1896年後成立了許多國語學校，並設立女子分教場，之後初等教育發展出了中等女學校。1919年，臺灣總督府發佈了《臺灣教育令》，規定男女分校制度：男生進入中學校，女性則就讀高等女學校。女子教育採取兩性雙軌與兩性單軌制，兩性雙軌制著重於培養女子特有的特色和能力，例如女子中等普通學校和私立女子學校，這些學校的目標是提供女子普通教育和手藝技能。而兩性單軌制則沒有區分男女，目標涵蓋初等教育、師範教育和職業教育。
臺灣女子中等教育注重培養女子的特定目標，例如國語學校第一附屬學校的女子部，提供女子普通教育和手藝教育。到了日治中期，女子教育的目標以家庭和國家為主導。1919年頒布的《臺灣教育令》強調培養女子的節儉、勤勉等習慣。1922年起，臺灣和日本的女子中學都改稱為高等女學校，並注重婦女道德和國民道德。1930年代，私立女子學校更加強調培養婦德。1941年起，女子教育的目標以培養皇國女子為目標。1943年的《中等教育令》、1944年的《中等學校教育內容臨時措施要綱重點》強調女子國防、生產和生活的訓練。
然而，女子教育並不普及。多數女子只接受初等教育。

## 初等教育
臺灣的新式女子教育正式發展。公學校在臺灣各地設立，不分男女皆可入學，但實際上依然按性別分班。因此，女子公學校開始設立，以滿足家長的願望，也使女性能夠接受教育。女子公學校的設立在臺灣的一些地區盛行，解決了一般公學校學生過多的問題。
然而，社會普遍認為女子沒有必要接受教育，再加上「男女七歲不同席」的觀念及纏足等因素，願意送女兒上學的家長寥寥無幾。上學後，輟學或退學的情況也很普遍。日本統治後10年，臺灣學齡女童的就學率仍然只有2-3％，而男童的就學率已經達到15％。根據1905年臺北廳的統計資料，公學校女生中高達90%的人纏足。1919年，臺灣女童在學率只有7.36%，1943年則為60.85%。

## 中等教育

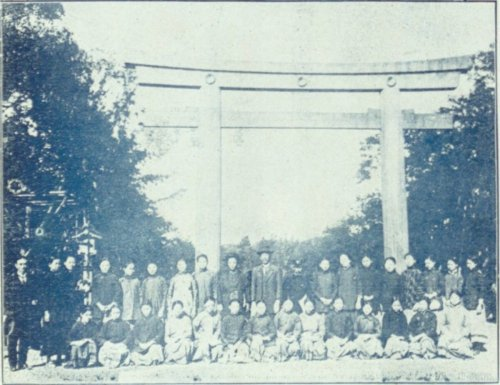
1920年11月，臺北高等女學校赴明治神宮參拜合影

日治時期，新式教育制度建立，女子教育正式納入學制。1896年，各地設立國語傳習所，同時招收男女學生就讀。翌年，國語學校第一附屬學校女子分校成立，是日本殖民政府在臺灣設置的第一所女學校，也是中山女高的前身。次年改稱「國語學校第三附屬學校」，並提供六年制本科和三年制手藝科。手藝科招收本科畢業生後，成為臺灣最早的女子中學。原先，該校的學生主要來自士林，但在主任本田茂吉大力宣傳下，吸引了其他地區的女子入學。1904年，該校迎來了14名來自中南部的女學生，引起了大眾關注。1919年至1921年間，該校取消了小學部，先後改名為「台北女子高等普通學校」和「台北第三高等女學校」（簡稱「三高女」），學制從三年延長至四年。1937年，該校遷至台北長安東路的中山女高校園，並保留了部分三高女的老舊建築。「三高女」代表了日治時期臺灣女性教育先驅，對於理解當時的婦女運動和教育改革有重要意義。1930年前後，高女的錄取率約為50%，隨著報考人數增加，1944年錄取率僅40％。

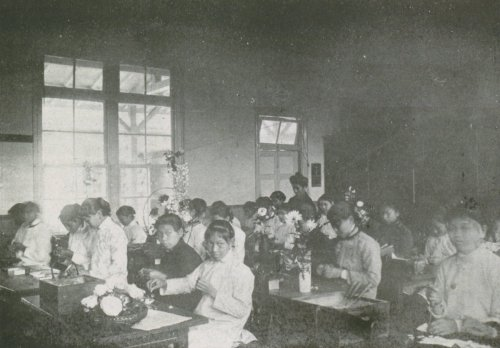
大正初期臺灣女子的插花課程

早期女子中學的課程主要著重於家政教育，如插花、手工和家事，旨在培養具備日本女性美德的大和撫子。1919到1943年間，全臺灣陸續成立給臺灣女性就讀的女子中學。隨著進入女子高等普通學校，課程內容逐漸拓展，包括社會、數理、藝術和語文。然而，女學生學習的是日本的語言和史地，而非中文和中國史地。同時，她們還必須學習跪拜等日本禮節。體育課程起初受纏足所限，只能進行簡單的體操或遊戲，後來增加了田徑和球類運動，甚至還有游泳和國防體育。女學生必須遵守嚴格校規，例如對天皇或皇后致敬，參與日本風俗儀式活動，並接受校內外活動的培養，如音樂會、舞蹈會、學藝會、吟詩會、遠足、登山、修學旅行。學校採取學生自治和教官指導相結合的方式，培養學生自重自愛。女學生的住宿管理要求作息統一。校方亦注重與家長之間的溝通，透過家庭通信簿與家長交流。這些有別於一般女子的訓練，形成了「高女文化」。當時，高女學歷的女性因有現代女性特質而受到重視。

## 高等教育

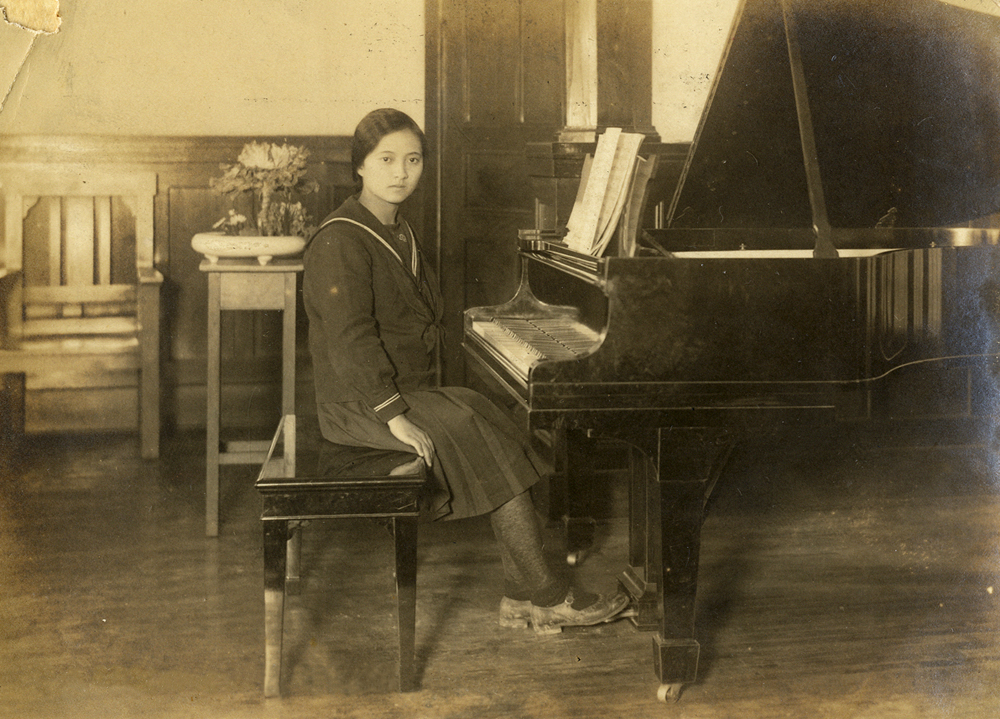
高慈美留學日本時照片

殖民政府較不重視女子教育，而且供台人就讀的女子中學數量不足，故中等以上女學校的學生人數仍以日本人為主。因此，女子家政學校、高等女學校當時女性教育的天花板，想升讀大學的女性往往出國留學。其中，選擇日本為留學地區的女性佔大多數，當時習醫是留日的常見科目，因此也不乏立志習醫的女學生，:16-17譬如第一批完整接受現代醫學訓練的女醫師蔡阿信。
日治時期，殖民政府引進西方醫學，也出現了看護婦一職。女性要成為看護婦，必須在醫院、醫學校附設二年制或三年制的看護婦講習所就讀。在師範學校尚未設置女子部之前，女子中學也專責培育女教師。女教師與看護婦一樣，沒有專門培育的師範學校，必須先畢業於高等女學校，修讀附設的講習科後才可教書。

## 影響
日治時期的女子教育確實改變了一部分女性的生活。這些女性接觸各種知識，培養出了一定技能，踏入社會、在家庭以外的領域活動。女子教育也為女性的平等權利和社會參與打下基礎。

### 職場變革
女性獲得基礎教育後開始進入職場工作，各個職業的應聘條件也開始出現學歷要求，比如臺北專賣局的煙草女工須為公學校畢業，並且日文流利。《臺灣婦人界》也曾專文介紹女性工作，職業包羅萬象，例如銀行、公家機關、高級官員、教師、打字員等。《臺灣民報》稱看護婦為「女子高貴天職的職業」，最獨立自主的職業則為助產士，即產婆。游鑑明認為，日本政府對於女學生就業的鼓勵為同化政策的一環。

### 藝文活動
1930年代以前，日本政府為了引起公眾對女子教育的關注，經常利用報章雜誌報導女學生的活動（如學藝會、音樂會、運動會），因此這些藝文活動成為了當地盛事，再加上1930年代臺灣的藝文、體育活動蓬勃發展，女學生這方面的表現更受重視。

### 社會運動
19世紀初，日本帝國吸收了西方政治制度、社會主義思想等。當時，婦女運動在東京展開，並透過留學生傳回臺灣。男性知識份子在報紙上介紹西方的進展和思潮，並將理念傳達給臺灣女性，激發她們的自覺。然而，男性倡議的婦女解放運動在追求提高女性知識能力和文化涵養的同時，卻也是在打造「男性腦海中的理想女性」，認為女性應該接受進步教育，才有配得上男性、教育有水準的下一代。
此時婦女社會運動大致分為三種。第一種是受臺灣社會運動影響的女性，她們或參加男性組織，如臺灣文化協會、一新會、臺灣共產黨，或自組女性組織，如彰化婦女共勵會、諸羅婦女協進會，目標為破除社會陋習、改革家庭、爭取女性自主。另一類是受殖民政府政策影響的女性，有由日本女性領導的團體，如愛國婦女會和桔梗俱樂部，後者是應皇民奉公會的需要而成立，專門吸收未婚的知識女性。最後一類是官方授意的組織，如主婦會、處女會和女子青年團，以未婚女性為對象，重視教育女性日語、培養婦德、傳授家事技藝、改善家庭生活等。
婦女解放運動在當時為社會運動的次要議題，主要吸引教育程度較高的女性，雖然官方新式教育開始在臺灣實施，但參與人數並不多。不過，這些婦女團體、知識份子依然影響了臺灣社會的婦女地位和兩性關係。